# Xikou
För andra betydelser, se Xikou (olika betydelser).
Xikou, tidigare även känt som Kikow, är en köping belägen i stadsdistriktet Fenghua i Ningbo,  Zhejiang-provinsen, Folkrepubliken Kina.
Orten är mest känd som Chiang Kai-sheks och hans son Chiang Ching-kuos födelseort. Xikou kulturminnesmärktes 1996 och är ett populärt turistmål.